# Stamnodes
Stamnodes är ett släkte av fjärilar. Stamnodes ingår i familjen mätare.

## Dottertaxa tillStamnodes, i alfabetisk ordning[1]
- Stamnodes affiliata
- Stamnodes agapetica
- Stamnodes albiapicata
- Stamnodes albida
- Stamnodes annellata
- Stamnodes anthocharidaria
- Stamnodes apicata
- Stamnodes apollo
- Stamnodes arctica
- Stamnodes argentistriga
- Stamnodes artemis
- Stamnodes blackmorei
- Stamnodes brachynesis
- Stamnodes brunneata
- Stamnodes camposi
- Stamnodes cannonaria
- Stamnodes carcavalloi
- Stamnodes cassinoi
- Stamnodes casta
- Stamnodes catastrophata
- Stamnodes coenonymphata
- Stamnodes columba
- Stamnodes costimacula
- Stamnodes costinotata
- Stamnodes danilovi
- Stamnodes davidaria
- Stamnodes deceptiva
- Stamnodes depeculata
- Stamnodes discreta
- Stamnodes ditissima
- Stamnodes divitiaria
- Stamnodes djakonovi
- Stamnodes dryadata
- Stamnodes dukinfieldi
- Stamnodes eldridgensis
- Stamnodes eludens
- Stamnodes elwesi
- Stamnodes eurypepla
- Stamnodes fervefactaria
- Stamnodes formosata
- Stamnodes franckata
- Stamnodes fulgurata
- Stamnodes gaudialis
- Stamnodes gibbicostata
- Stamnodes gratificata
- Stamnodes instar
- Stamnodes jomdensis
- Stamnodes kelseyi
- Stamnodes lamarum
- Stamnodes lampra
- Stamnodes lusoria
- Stamnodes margarita
- Stamnodes marinata
- Stamnodes mendocinonensis
- Stamnodes modocata
- Stamnodes morrisata
- Stamnodes narzanica
- Stamnodes oeneiformis
- Stamnodes pallida
- Stamnodes pallidata
- Stamnodes pallula
- Stamnodes pamira
- Stamnodes pamphilata
- Stamnodes passerinaria
- Stamnodes patamon
- Stamnodes pauperaria
- Stamnodes pearsalli
- Stamnodes penguinifera
- Stamnodes plancta
- Stamnodes proana
- Stamnodes progressiva
- Stamnodes prunata
- Stamnodes reckseckeri
- Stamnodes rubrosuffusa
- Stamnodes rufescentus
- Stamnodes seiferti
- Stamnodes similis
- Stamnodes sistenata
- Stamnodes spectatissima
- Stamnodes splendorata
- Stamnodes sponsata
- Stamnodes squalidus
- Stamnodes strigularia
- Stamnodes substrigata
- Stamnodes sugitanii
- Stamnodes symniora
- Stamnodes thibetaria
- Stamnodes topazata
- Stamnodes triangularia
- Stamnodes ululata
- Stamnodes uniformata
- Stamnodes unilinea
- Stamnodes vernon
- Stamnodes virgellata
- Stamnodes volucer
- Stamnodes wrightii